# 小行星2083
小行星2083（2083 Smither）是一颗围绕太阳公转的小行星。1973年11月29日，埃莉諾·赫琳在帕洛马山发现了此天体。
該小行星以美國天文學家約翰·C·史密斯（John C. Smith）命名。
这颗小行星的绝对星等为228.7556639882007等。